# Campeonato Nicaraguense de Futebol de 2019–20
O Campeonato Nicaraguense de Futebol de 2019–20 – conhecido por Liga Primera de Nicaragua 2019–20 – é dividido em dois torneios (Apertura e Clausura) e definiu o 73º e 74º campeões do Campeonato Nicaraguense de Futebol, a principal divisão do futebol na Nicarágua. O torneio Apertura foi disputado na segunda metade de 2019, enquanto o Clausura na primeira metade de 2020.
A liga foi uma das únicas em andamento no mundo, junto de Belarus e Turcomenistão, mesmo com a pandemia de COVID-19.

## Equipes
| Equipe                | Localização | Estádio                          | Capacidade |
| --------------------- | ----------- | -------------------------------- | ---------- |
| Chinandega            | Chinandega  | Estadio Efraín Tijerino          | 3.000      |
| Deportivo Las Sabanas | Las Sabanas | Municipal de Las Sabanas         | 1.000      |
| Deportivo Ocotal      | Ocotal      | Estadio Roy Fernando Bermúdez    | 3.000      |
| Diriangén             | Diriamba    | Estádio Cacique Diriangén        | 8.500      |
| Juventus Managua      | Manágua     | Estadio Olímpico del IND Managua | 15.000     |
| Managua               | Manágua     | Estadio Olímpico del IND Managua | 15.000     |
| Municipal Jalapa      | Jalapa      | Estadio Alejandro Ramos          | 1.000      |
| Real Estelí           | Estelí      | Estadio Independencia            | 5.000      |
| Real Madriz           | Somoto      | Estadio Solidaridad              | 3.000      |
| Walter Ferretti       | Manágua     | Estadio Olímpico del IND Managua | 15.000     |

## Apertura
| Pos | Time                  | J  | V | E  | D  | GP | GC | SG  | Pts | Qualificação                     |
| --- | --------------------- | -- | - | -- | -- | -- | -- | --- | --- | -------------------------------- |
| 1   | Walter Ferretti       | 18 | 9 | 6  | 3  | 23 | 14 | +9  | 33  | Avança aos Playoffs (Semifinal)  |
| 2   | Diriangén             | 18 | 9 | 5  | 4  | 25 | 15 | +10 | 32  | Avança aos Playoffs (Semifinal)  |
| 3   | Real Estelí           | 18 | 8 | 4  | 6  | 26 | 14 | +12 | 28  | Avança aos Playoffs (Repescagem) |
| 4   | Managua               | 18 | 7 | 6  | 5  | 35 | 25 | +10 | 27  | Avança aos Playoffs (Repescagem) |
| 5   | Juventus Managua      | 18 | 6 | 6  | 6  | 21 | 18 | +3  | 24  | Avança aos Playoffs (Repescagem) |
| 6   | Deportivo Las Sabanas | 18 | 6 | 5  | 7  | 17 | 21 | -4  | 23  | Avança aos Playoffs (Repescagem) |
| 7   | Chinandega            | 18 | 6 | 4  | 8  | 17 | 30 | -13 | 22  |                                  |
| 8   | Deportivo Ocotal      | 18 | 5 | 6  | 7  | 18 | 26 | -8  | 21  |                                  |
| 9   | Real Madriz           | 18 | 3 | 10 | 5  | 17 | 25 | -8  | 19  |                                  |
| 10  | Municipal Jalapa      | 18 | 2 | 6  | 10 | 12 | 23 | -11 | 12  |                                  |

Fonte: Soccerway
Critérios de desempate: 1) Pontos; 2) Saldo de Gol; 3) Gols-Pró; 4) Confronto direto (pontos); 5) Confronto direto (saldo de gol); 6) Confronto direto (gols-pró); 7) Sorteio.

### Resultados
| Casa/Fora             | CHI | DLS | DPO | DIR | JVM | MAN | MCJ | REE | RMA | WFE |
| --------------------- | --- | --- | --- | --- | --- | --- | --- | --- | --- | --- |
| Chinandega            |     | 0–3 | 2–1 | 0–2 | 1–0 | 0–1 | 2–1 | 1–4 | 2–1 | 1–1 |
| Deportivo Las Sabanas | 1–0 |     | 0–1 | 1–1 | 0–0 | 4–1 | 3–0 | 1–0 | 0–2 | 1–2 |
| Deportivo Ocotal      | 3–0 | 1–1 |     | 1–2 | 2–0 | 1–1 | 2–1 | 0–0 | 1–1 | 1–2 |
| Diriangén             | 0–1 | 4–0 | 0–0 |     | 2–1 | 2–2 | 2–0 | 2–0 | 2–0 | 0–0 |
| Juventus Managua      | 1–1 | 0–1 | 4–0 | 3–1 |     | 1–1 | 1–0 | 1–0 | 3–0 | 0–2 |
| Managua               | 3–3 | 4–0 | 3–0 | 2–0 | 2–2 |     | 4–1 | 0–3 | 5–0 | 0–1 |
| Municipal Jalapa      | 2–0 | 1–1 | 0–1 | 0–0 | 1–2 | 1–2 |     | 0–0 | 1–1 | 0–1 |
| Real Estelí           | 4–0 | 3–0 | 2–0 | 3–1 | 2–0 | 2–1 | 0–2 |     | 1–1 | 0–1 |
| Real Madriz           | 1–1 | 0–0 | 2–2 | 0–1 | 1–1 | 2–2 | 1–1 | 2–1 |     | 2–1 |
| Walter Ferretti       | 1–2 | 1–0 | 5–1 | 1–3 | 1–1 | 2–1 | 0–0 | 1–1 | 0–0 |     |

### Playoffs

#### Chaveamento
|  | Repescagem | Repescagem       | Repescagem |  |  | Semifinais | Semifinais       | Semifinais | Semifinais | Semifinais |  |  | Final | Final             | Final | Final | Final |
|  |            |                  |            |  |  |            |                  |            |            |            |  |  |       |                   |       |       |       |
|  |            |                  |            |  |  | 1          | Walter Ferretti  | 2          | 2          | 4 (3)      |  |  |       |                   |       |       |       |
|  | 4          | Managua (p)      | 0 (7)      |  |  | 4          | Managua (p)      | 2          | 2          | 4 (5)      |  |  |       |                   |       |       |       |
|  | 5          | Juventus Managua | 0 (6)      |  |  |            |                  |            |            |            |  |  | 4     | Managua           | 1     | 0     | 1     |
|  |            |                  |            |  |  |            |                  |            |            |            |  |  | 3     | Real Estelí (a.p) | 0     | 2     | 2     |
|  |            |                  |            |  |  | 2          | Diriangén        | 0          | 1          | 1          |  |  |       |                   |       |       |       |
|  | 3          | Real Estelí      | 1          |  |  | 3          | Real Estelí (gf) | 0          | 1          | 1          |  |  |       |                   |       |       |       |
|  | 6          | Las Sabanas      | 0          |  |  |            |                  |            |            |            |  |  |       |                   |       |       |       |

Nota: (gf) = Venceu por causa da regra do gol fora de casa; (a.p) = Venceu após a prorrogação no segundo tempo; (p) = Venceu após as penalidades máximas

#### Repescagem
| 30 de novembro | Managua | 0 – 0 (7–6 p) | Juventus Managua | Estadio Nacional, Managua |
|                |         |               |                  |                           |

| 30 de novembro | Real Estelí | 1 – 0 | Las Sabanas | Estadio Independencia, Estelí |
|                | Sousa 40'   |       |             |                               |

#### Semifinais - Jogo de Ida
| 4 de dezembro | Managua                   | 2 – 2 | Walter Ferretti          | Estadio Nacional, Managua |
|               | Fernández 18' · Félix 67' |       | Huete 14' · Figueroa 59' |                           |

| 5 de dezembro | Real Estelí | 0 – 0 | Diriangén | Estadio Independencia, Estelí |
|               |             |       |           |                               |

#### Semifinais - Jogo de Volta
| 8 de dezembro | Walter Ferretti             | 2 – 2 (3–5 p) | Managua                     | Estadio Nacional, Managua |
|               | Dos Santos 55' · Forbes 92' |               | Fernández 70' · Mendoza 85' |                           |

| 8 de dezembro | Diriangén   | 1 – 1 (gf) | Real Estelí | Estadio Cacique Diriangén, Diriamba |
|               | Coronel 26' |            | Ayerdis 37' |                                     |

#### Final - Jogo de Ida
| 15 de dezembro | Managua     | 1 – 0 | Real Estelí | Estadio Nacional, Managua |
|                | Gállego 32' |       |             |                           |

#### Final - Volta
| 21 de dezembro | Real Estelí           | 2 – 0 | Managua | Estadio Independencia, Estelí |
|                | Ayala 32' · Rivas 97' |       |         |                               |

| Apertura 2019                     |
| Nicarágua                         |
| --------------------------------- |
| Real Estelí Campeão (17.º título) |

### Estatísticas

#### Maiores artilheiros
| Pos. | Jogador              | Clube            | Gols |
| ---- | -------------------- | ---------------- | ---- |
| 1    | Carlos Félix         | Managua          | 10   |
| 2    | Robinson Luiz        | Juventus Managua | 7    |
| 2    | Ulises Rayo          | Real Madriz      | 7    |
| 3    | Christiano Fernández | Managua          | 6    |
| 3    | Luis Galeano         | Municipal Jalapa | 6    |
| 3    | Pablo Gállego        | Managua          | 6    |
| 3    | Eulises Pavón        | Juventus Managua | 6    |

## Clausura
| Pos | Time                  | J  | V  | E | D  | GP | GC | SG  | Pts | Qualificação                     |
| --- | --------------------- | -- | -- | - | -- | -- | -- | --- | --- | -------------------------------- |
| 1   | Managua               | 18 | 13 | 3 | 2  | 34 | 15 | +19 | 42  | Avança aos Playoffs (Semifinal)  |
| 2   | Real Estelí           | 18 | 10 | 5 | 3  | 29 | 11 | +18 | 35  | Avança aos Playoffs (Semifinal)  |
| 3   | Diriangén             | 18 | 10 | 5 | 3  | 22 | 11 | +11 | 35  | Avança aos Playoffs (Repescagem) |
| 4   | Walter Ferretti       | 18 | 9  | 3 | 6  | 31 | 18 | +13 | 30  | Avança aos Playoffs (Repescagem) |
| 5   | Municipal Jalapa      | 18 | 6  | 5 | 7  | 17 | 21 | -4  | 23  | Avança aos Playoffs (Repescagem) |
| 6   | Juventus Managua      | 18 | 5  | 6 | 7  | 23 | 23 | 0   | 21  | Avança aos Playoffs (Repescagem) |
| 7   | Chinandega            | 18 | 5  | 3 | 10 | 18 | 31 | -13 | 18  |                                  |
| 8   | Real Madriz           | 18 | 5  | 2 | 11 | 15 | 27 | -12 | 17  |                                  |
| 9   | Deportivo Ocotal      | 18 | 4  | 4 | 10 | 14 | 26 | -12 | 16  |                                  |
| 10  | Deportivo Las Sabanas | 18 | 2  | 6 | 10 | 11 | 31 | -20 | 12  |                                  |

Fonte: Soccerway
Critérios de desempate: 1) Pontos; 2) Saldo de Gol; 3) Gols-Pró; 4) Confronto direto (pontos); 5) Confronto direto (saldo de gol); 6) Confronto direto (gols-pró); 7) Sorteio.

### Resultados
| Casa/Fora             | CHI | DLS | DPO | DIR | JVM | MAN | MCJ | REE | RMA | WFE |
| --------------------- | --- | --- | --- | --- | --- | --- | --- | --- | --- | --- |
| Chinandega            |     | 3–0 | 2–3 | 0–1 | 4–0 | 0–1 | 1–0 | 1–3 | 2–1 | 1–1 |
| Deportivo Las Sabanas | 1–1 |     | 0–0 | 1–1 | 1–1 | 0–1 | 0–0 | 1–2 | 2–1 | 0–2 |
| Deportivo Ocotal      | 1–0 | 1–1 |     | 0–0 | 0–0 | 3–1 | 1–2 | 1–2 | 0–1 | 0–1 |
| Diriangén             | 3–0 | 1–2 | 2–0 |     | 1–0 | 2–0 | 0–0 | 2–0 | 3–1 | 2–1 |
| Juventus Managua      | 1–1 | 5–0 | 0–1 | 3–0 |     | 1–2 | 3–2 | 0–0 | 2–0 | 4–1 |
| Managua               | 1–0 | 4–1 | 2–1 | 2–1 | 4–2 |     | 6–1 | 1–1 | 3–1 | 1–0 |
| Municipal Jalapa      | 0–1 | 1–0 | 2–1 | 0–0 | 2–0 | 1–1 |     | 1–2 | 1–0 | 2–0 |
| Real Estelí           | 5–1 | 1–0 | 5–0 | 0–0 | 0–0 | 0–2 | 2–0 |     | 4–0 | 0–0 |
| Real Madriz           | 2–0 | 4–1 | 2–0 | 0–1 | 0–0 | 0–0 | 1–0 | 0–2 |     | 1–2 |
| Walter Ferretti       | 7–0 | 2–0 | 2–1 | 1–2 | 4–1 | 0–1 | 2–2 | 1–0 | 4–0 |     |

### Playoffs

#### Chaveamento
|  | Repescagem | Repescagem       | Repescagem |  |  | Semifinais | Semifinais      | Semifinais | Semifinais | Semifinais |  |  | Final | Final       | Final | Final | Final |
|  |            |                  |            |  |  |            |                 |            |            |            |  |  |       |             |       |       |       |
|  |            |                  |            |  |  | 2          | Real Estelí     | 1          | 0          | 1          |  |  |       |             |       |       |       |
|  | 3          | Diriangén        | 1          |  |  | 3          | Diriangén       | 0          | 0          | 0          |  |  |       |             |       |       |       |
|  | 6          | Juventus Managua | 0          |  |  |            |                 |            |            |            |  |  | 2     | Real Estelí | 1     | 3     | 4     |
|  |            |                  |            |  |  |            |                 |            |            |            |  |  | 1     | Managua     | 1     | 1     | 2     |
|  |            |                  |            |  |  | 1          | Managua         | 0          | 4          | 4          |  |  |       |             |       |       |       |
|  | 4          | Walter Ferretti  | 5          |  |  | 4          | Walter Ferretti | 0          | 2          | 2          |  |  |       |             |       |       |       |
|  | 5          | Municipal Jalapa | 1          |  |  |            |                 |            |            |            |  |  |       |             |       |       |       |

#### Repescagem
| 22 de abril | Diriangén    | 1 – 0 | Juventus Managua | Estadio Cacique Diriangén, Diriamba |
|             | Laureiro 63' |       |                  |                                     |

| 22 de abril | Walter Ferretti                                   | 5 – 1 | Municipal Jalapa | Estadio Nacional, Managua |
|             | Forbes 7', 48', 53' · García 45' · Figueroa 90+2' |       | Galeano 52'      |                           |

#### Semifinais - Jogos de Ida
| 25 de abril | Diriangén | 0 – 1 | Real Estelí | Estadio Cacique Diriangén, Diriamba |
|             |           |       | Acevedo 74' |                                     |

| 26 de abril | Walter Ferretti | 0 – 0 | Managua | Estadio Nacional, Managua |
|             |                 |       |         |                           |

#### Semifinais - Jogos de Volta
| 29 de abril | Real Estelí | 0 – 0 | Diriangén | Estadio Independencia, Estelí |
|             |             |       |           |                               |

| 29 de abril | Managua                                                 | 4 – 2 | Walter Ferretti             | Estadio Nacional, Managua |
|             | Quinto 3' · Villalpando 21' · Peralta 70' · Gállego 83' |       | Villalpando 7' · Calero 24' |                           |

#### Final - Jogo de Ida
| 2 de maio | Real Estelí | 1 – 1 | Managua     | Estadio Independencia, Estelí |
|           | López 64'   |       | Gállego 69' |                               |

#### Final - Jogo de Volta
| 9 de maio | Managua   | 1 – 3 | Real Estelí                         | Estadio Nacional, Managua |
|           | Félix 84' |       | Rosas 48' · Ayerdis 70' · López 75' |                           |

| Clausura 2020                     |
| Nicarágua                         |
| --------------------------------- |
| Real Estelí Campeão (18.º título) |

### Estatísticas

#### Maiores artilheiros
| Pos. | Jogador              | Clube           | Gols |
| ---- | -------------------- | --------------- | ---- |
| 1    | Fernando Villalpando | Walter Ferretti | 10   |
| 2    | Pablo Gállego        | Managua         | 8    |
| 3    | Ulises Rayo          | Real Madriz     | 6    |
| 3    | Christiano Fernández | Managua         | 6    |
| 3    | Leandro Figueroa     | Walter Ferretti | 6    |
| 3    | Dshon Forbes         | Walter Ferretti | 6    |

## Tabela geral
| Pos | Time                      | J  | V  | E  | D  | GP | GC | SG  | Pts | Qualificação                           |
| --- | ------------------------- | -- | -- | -- | -- | -- | -- | --- | --- | -------------------------------------- |
| 1   | Managua (Q)               | 36 | 20 | 9  | 7  | 69 | 40 | +29 | 69  | Liga da CONCACAF (preliminar)[a]       |
| 2   | Diriangén                 | 36 | 19 | 10 | 7  | 47 | 26 | +21 | 67  |                                        |
| 3   | Real Estelí (Q)           | 36 | 18 | 9  | 9  | 55 | 25 | +30 | 63  | Liga da CONCACAF (oitavas de final)[b] |
| 4   | Walter Ferretti           | 36 | 18 | 9  | 9  | 54 | 32 | +22 | 63  |                                        |
| 5   | Juventus Managua          | 36 | 11 | 12 | 13 | 44 | 41 | +3  | 45  |                                        |
| 6   | Chinandega                | 36 | 11 | 7  | 18 | 35 | 61 | -26 | 40  |                                        |
| 7   | Deportivo Ocotal          | 36 | 9  | 10 | 17 | 32 | 52 | -20 | 37  |                                        |
| 8   | Real Madriz               | 36 | 8  | 12 | 16 | 32 | 52 | -20 | 36  |                                        |
| 9   | Municipal Jalapa (O)      | 36 | 8  | 11 | 17 | 29 | 44 | -15 | 35  | Playoff de Rebaixamento                |
| 10  | Deportivo Las Sabanas (R) | 36 | 8  | 11 | 17 | 28 | 52 | -24 | 35  | Rebaixado à Segunda División           |

Fonte: Soccerway, Soccerway
Critérios de desempate: 1) Pontos; 2) Saldo de Gol; 3) Gols-Pró; 4) Confronto direto (pontos); 5) Confronto direto (saldo de gol); 6) Confronto direto (gols-pró); 7) Sorteio.
(O) = Vencedor do Playoff; (Q) = Qualificado à fase indicada; (R) = Rebaixado
Notas:
- a^ Como vice-campeão do Apertura e Clausura (NCA2)
- b^ Como campeão do Apertura e Clausura (NCA1)

## Playoff de Rebaixamento

### Equipes
| Equipe           | Localização | Forma de Qualificação        |
| ---------------- | ----------- | ---------------------------- |
| Municipal Jalapa | Jalapa      | 9º colocado Liga Primera     |
| Deportivo Masaya | Masaya      | 2º colocado Segunda División |

#### Jogo de Ida
| 30 de abril | Deportivo Masaya          | 2 – 1 | Municipal Jalapa |  |
|             | Rocha 72' · Gutiérrez 89' |       | Coelho 6'        |  |

#### Jogo de Volta
| 4 de maio | Municipal Jalapa                       | 3 – 1 | Deportivo Masaya |  |
|           | García 19' · Ramos 27' · Colindres 87' |       | Guevara 60'      |  |